# Georg Bydlinski

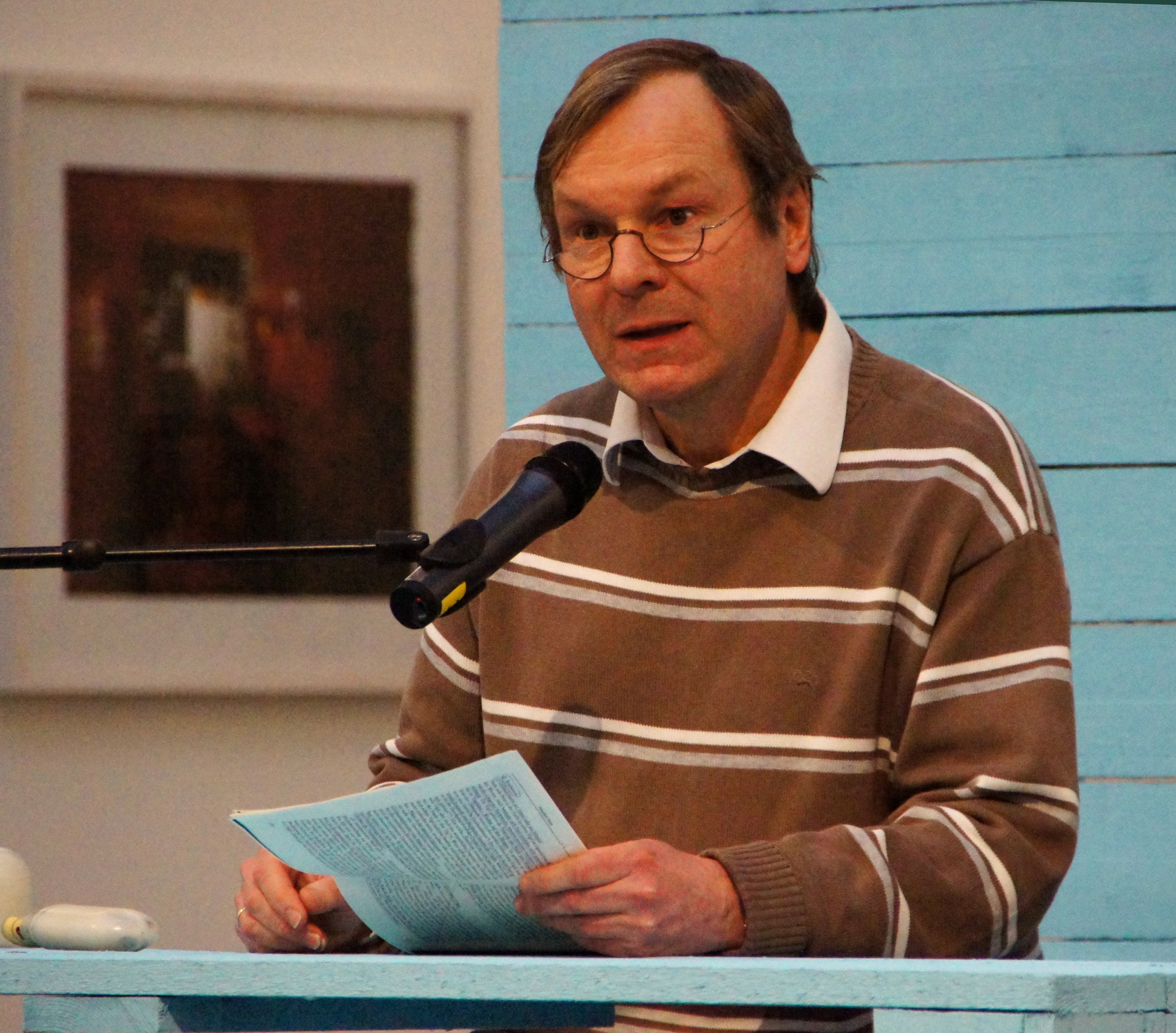
Georg Bydlinski, Wien 2013.

Georg Bydlinski (* 30. Mai 1956 in Graz) ist ein österreichischer Schriftsteller.

## Leben
Georg Bydlinski wuchs als Sohn des Rechtswissenschaftlers Franz Bydlinski in der Steiermark, im Rheinland und in der Umgebung von Wien auf. Sein jüngerer Bruder ist der Kabarettist Mini Bydlinski. Die beiden Universitätsprofessoren für Zivilrecht, Peter (Professor an der Universität Graz und an der Wirtschaftsuniversität Wien) sowie Michael (Professor an der Universität Linz und Richter am Obersten Gerichtshof) sind ebenfalls Brüder von ihm. Er studierte Anglistik und Religionspädagogik an der Universität Wien und schloss sein Studium 1981 mit dem Magistergrad ab. Seit 1982 lebt er als freier Schriftsteller in Mödling. 1990 nahm er am Ingeborg-Bachmann-Wettbewerb in Klagenfurt teil.
Georg Bydlinski ist Verfasser von Romanen und Kinderbüchern und Gedichten. Daneben ist er als Herausgeber von Anthologien und als Übersetzer tätig.
Georg Bydlinski war von 1983 bis 2010 Vorstandsmitglied der IG Autorinnen Autoren (Berufspolitische Interessensgemeinschaft der Schriftstellerinnen und Schriftsteller Österreichs); er ist Mitglied der Grazer Autorenversammlung, des Österreichischen Schriftstellerverbandes, des Literaturkreises Podium und des Friedrich-Bödecker-Kreises Hannover. Bydlinski spielte im Fußball-Nachwuchs von FC Admira Wacker Mödling und war bis 2011 (insgesamt 5 Jahre) Libero des österreichischen Literatur-Nationalteams.
Musikalisch arbeitet er seit 1979 mit dem Musiker und Komponisten Wilfried Satke und seit 2013 mit dem Produzenten Thomas Raber zusammen.
Richard Kämmerlings befasste sich in der Welt mit Bydinskis Gedichten für Kinder. Sein Reimen bezeichnet er als universelles Urprinzip, das einem künstlerischen Pendant zur Schwerkraft gleichkommt und das völlig neue Beziehungen entstehen lässt. Als Beispiele nennt Kämmerlings Eichelhäher und Rasenmäher oder Gnu und Fußballschuh. Er findet, dass Bydlinski sich die Freude an einem guten Reim erhalten hat, was er als essentiellen Rest Kindlichkeit bewertet.

## Auszeichnungen
- 1982 Theodor-Körner-Förderpreis
- 1987 Theodor-Körner-Förderpreis
- 1993 Theodor-Körner-Förderpreis
- 1993 Kinderbuchpreis der Stadt Wien
- 2001 Österreichischer Staatspreis für Kinderlyrik
- 2005 Österreichischer Staatspreis für Kinder- und Jugendliteratur
- 2005 Dulzinea-Lyrikpreis
- 2012 Friedrich-Bödecker-Preis

## Werke
(Quelle: )

### Lyrik
- Blättervogel. Gedichte, Salzburg | Wien 2024 ISBN 978-3-904068-99-4
- Flüchtiges Fest. Gedichte, Horn 2021 ISBN 978-3-900678-52-4
- Georg Bydlinski. Podium Porträt. Gedichte (2016)
- Jahrzehnteschnell. Gedichte, Boppard 2009
- Schattenschaukel. Gedichte, Wien 2006
- Schneefänger. Gedichte, Wien 2001
- Höre mich, auch wenn ich nicht rufe. Gedichte und Meditationen, Nettetal 2000
- Zimmer aus Licht. Gedichte, Wien 1999
- Wintergras. Gedichte, Mödling 1995
- Im Halblicht. Gedichte, Wien 1991
- Landregen. Gedichte, Wien u. a. 1988
- Schritte. Zwölf Gedichte, St. Georgen an d. Gusen 1984
- Hinwendung zu den Steinen. Gedichte, Wien u. a. 1984
- Distelblüte. Gedichte, Wien u. a. 1981
- Die Sprache bewohnen. Gedichte, Wien u. a. 1981

### Prosa
- Das Licht des Schattenvogels. Prosaminiaturen, Boppard 2013 ISBN 978-3-941725-01-0
- Lindas Blues. Erzählung, St. Pölten 2004
- Stadtrandnacht. Erzählung, Wien 2002 – Neuauflage von »Satellitenstadt«
- Wurfparabel. Erzählung, Wien 1991
- Satellitenstadt. Erzählung, Baden-Baden 1988
- Kopf gegen Beton. Erzählungen, Mödling 1986

### Kinderliteratur
- Daniel hilft wie ein Großer. Taschenbuch, Wien u. a. 2023/2000 (zusammen mit Birgit Antoni)
- Der himbeerrote Drache. Bilderbuch, Wien 2022/1988 (zusammen mit Piotr Stolarczyk)
- Katze und Computer-Maus. Kinderbuch (2021)
- Kolo, Nono und der Trollgnomfrosch. Bilderbuch (2020)
- Mein Album zur Erstkommunion. Buch zur Erstkommunion. Illustriert von Birgitta Heiskel, Tyrolia, Innsbruck-Wien 2020, ISBN 978-3-7022-3727-1 (zusammen mit Birgit Bydlinski)
- Was ich dir zur Erstkommunion wünsche. Buch zur Erstkommunion. Illustriert von Birgitta Heiskel, Tyrolia, Innsbruck-Wien 2020, ISBN 978-3-7022-3728-8 (zusammen mit Birgit Bydlinski)
- Mit Wörtern kann man vieles machen. Gedichte für Kinder (2019)
- Unsere bunte Klasse. Erzählung (2018)
- Selina singt sich durch die Woche. Erzählung (2018/2016)
- Sieben auf der Suche. Erzählung, Wien 2017/2003
- Das Wirrwusel-Orchester. Erzählung (2017)
- Wir träumen uns ein Land. Reime und Geschichten. Illustriert von Monika Maslowska, Tyrolia, Innsbruck-Wien 2016, ISBN 978-3-7022-3559-8
- Tobi und sein Ball. Bilderbuch (2016)
- Miteinander können wir vieles. Geschichten zur Erstkommunion. Illustriert von Leonora Leitl, Tyrolia, Innsbruck-Wien 2016, ISBN 978-3-7022-3490-4 (zusammen mit Birgit Bydlinski)
- Immer in deiner Nähe. Neue Gebete für Kinder (2015/2010)
- Adalbär & Katzarina. Tiergedichte von A bis Z (2015)
- Supertor! Wir bleiben am Ball!. Erzählung (2015/2008)
- Das Gnu im linken Fußballschuh. Gedichte für neugierige Kinder (2014)
- Steffi wirbelt durch die Schule. Erzählung für Lese-Anfänger (2014)
- Wenn mein Computer kläfft, küss ich dein Rechenheft. Gedichte (2014)
- Krok bleibt am Ball. Bilderbuch, Wien 2014/2002/1994 (zusammen mit Piotr Stolarczyk)
- Ach hätt ich nur, ach fänd ich wo ein Saurierskelett. Liederheft (2013)
- Der Zapperdockel und der Wock. Bilderbuch, Wien 2013/2007/2005/2004 (zusammen mit Jens Rassmus)
- … dann erst fällt die Schule aus. Unmögliche Möglichkeiten (2012)
- Niki und das Nachtgespenst. 18 Erstaunliche Geschichten (2012)
- Das Gespenst im Badezimmer. Nikkis abenteuerlicher Alltag, Wien 2012/1995
- Die Weltraumkrippe. Bilderbuch (2011)
- Der Schattenspringer und das Monster. Erzählung, Wien 2011/2001/1993
- Immer diese Nervensägen! Erzählung, Wien 2011/2007/1998
- Warten auf Gustav. Erzählung (2011)
- Mein Bibelmosaik. Geschichten für Kindergartenkinder (2010)
- Der seltsame Simon und die Hitparade / Wie ein Fisch, der fliegt. Geschichten vom Glück, Wien 2010/2006
- Das Entchen und der große Gungatz. Bilderbuch, Wien u. a. 2010/1999/1981 (zusammen mit Käthe Recheis und Alicia Sancha) ISBN 978-3-7022-3378-5
- Die Bibel für Kinder und ihre Erwachsenen. Kinderbibel, Hörbuch, Wien 2011 (zusammen mit Birgit Bydlinski)
- Der dicke Kater Pegasus. Seltsame Geschichten, Wien 2009/2002/2000 (zusammen mit Carola Holland)
- Lena und Lukas lernen teilen. Bilderbuch (2008)
- Das kleine Buch für gute Freunde. Bilderbuch, Düsseldorf 2007 (zusammen mit Katharina Bußhoff)
- Das kleine Buch zum Trösten. Bilderbuch, Düsseldorf 2007
- Wie ein Fisch, der fliegt. Geschichten vom Glück (2006)
- Ein Gürteltier mit Hosenträgern. Gedichte und Lieder, Wien 2005
- Hier ist alles irgendwie anders. Bilderbuch, Wien u. a. 2005 (zusammen mit Birgit Antoni)
- Wasserhahn und Wasserhenne. Gedichte und Sprachspielereien, Wien 2005/2002
- … weil wir Heinzelmännchen sind. Erzählung, Wien u. a. 1984 (zusammen mit Piotr Stolarczyk)
- Der neue Wünschelbaum. Gedichte (2002/1999)
- Die 3 Streithasen. Bilderbuch, Wien 2001/1996 (zusammen mit Marianne Bors)
- Ein Krokodil geht in die Stadt. Bilderbuch (2001/1990)
- Bald bist du wieder gesund. Bilderbuch, Wien u. a. 1999 (zusammen mit Birgit Antoni)
- Krok geht in die Schule. Bilderbuch, Esslingen u. a. 1997 (zusammen mit Piotr Stolarczyk)
- Affentheater | Hasenfußball | Hundepolizei | Schweinchenexpress. Wien u. a. 1997 (zusammen mit Franz Hoffmann)
- Pappbilderbücher (1997)
- Pappbilderbücher (1996)
- Bärenschüler | Katzenpostamt | Tierfeuerwehr | Vogelzirkus. Wien u. a. 1995 (zusammen mit Franz Hoffmann)
- Pappbilderbücher (1995)
- Der Hinzel-Henzel-Hunzelmann. Bilderbuch, Wien 1992
- Die bunte Brücke. Reime, Rätsel und Gedichte, Freiburg u. a. 1992
- Ein Krokodil entdeckt die Nacht. Bilderbuch, Wien u. a. 1992 (zusammen mit Piotr Stolarczyk)
- Was sich Gott alles ausgedacht hat, Düsseldorf 1988 (zusammen mit Brigitte Smith)
- Der Wünschelbaum. Gedichte (1992/1984)
- Guten Morgen, die Nacht ist vorbei. Bilderbuch, Wien 1991 (zusammen mit Winfried Opgenoorth)
- Der Mond heißt heute Michel. Gedichte, Wien u. a. 1981
- Pimpel und Pompel aus Limonadien. Erzählung, Wien u. a. 1980

### Indianische Texte
(übersetzt und herausgegeben zusammen mit Käthe Recheis)
- Kreisender Adler, singender Stern. Alltag und Spiritualität der Indianer, München u. a. 1996
- Ich höre deine Stimme im Wind. Weisheit der Indianer, Freiburg im Breisgau u. a. 1994
- Zieh einen Kreis aus Gedanken. Texte und Bilder vom Leben der Indianer, Wien u. a. 1990
- Auch das Gras hat ein Lied. Indianertexte der Gegenwart, Wien u. a. 1988
- Die Erde ist eine Trommel. Indianerweisheit aus Gegenwart und Vergangenheit, Freiburg u. a. 1988
- Freundschaft mit der Erde. Der indianische Weg, Wien u. a. 1985
- Weißt du, daß die Bäume reden. Weisheit der Indianer, Wien u. a. 1983

### Herausgeberschaft

#### Für Erwachsene
- Übermalung der Finsternis. Neue Gedichte aus Österreich, Mödling u. a. 1994 (herausgegeben zusammen mit Franz M. Rinner)
- Unter der Wärme des Schnees. Neue Lyrik aus Österreich, Mödling u. a. 1988 (zusammen mit Franz M. Rinner)
- Angst hat keine Flügel. Texte für den Frieden, Mödling 1987
- Mödlinger Lesebuch. Annäherungen an eine Kleinstadt, Mödling 1985

#### Für Kinder
- Der neue Wünschelbaum. Gedichte, Wien 2002/1999
- Der Wünschelbaum. Gedichte, Wien u. a. 1992/1984

## Übersetzungen
- Guck-Guck, Wien u. a. 1996 (zusammen mit Debi Gliori)
- Gute Nacht, Wien u. a. 1996 (zusammen mit Debi Gliori)
- Ich hab dich lieb, Wien u. a. 1996 (zusammen mit Debi Gliori)
- Ein Löffel für dich, Wien u. a. 1996 (zusammen mit Debi Gliori)

## Tonträger

### Für Erwachsene
- Stadtflucht. CD (2000)
- Versteckte Nähe. CD (2000)

### Für Kinder
- … aus der Liederfundkiste. CD (2020)
- Die Bibel für Kinder und ihre Erwachsenen. 2 CDs (2011)
- Ach hätt ich nur, ach fänd ich wo ein Saurierskelett. CD (2006/2000)
- Wasserhahn und Wasserhenne. CD und MC (2003)
- Freunde sind wichtig für jeden. CD / Liederheft